# 파더보른

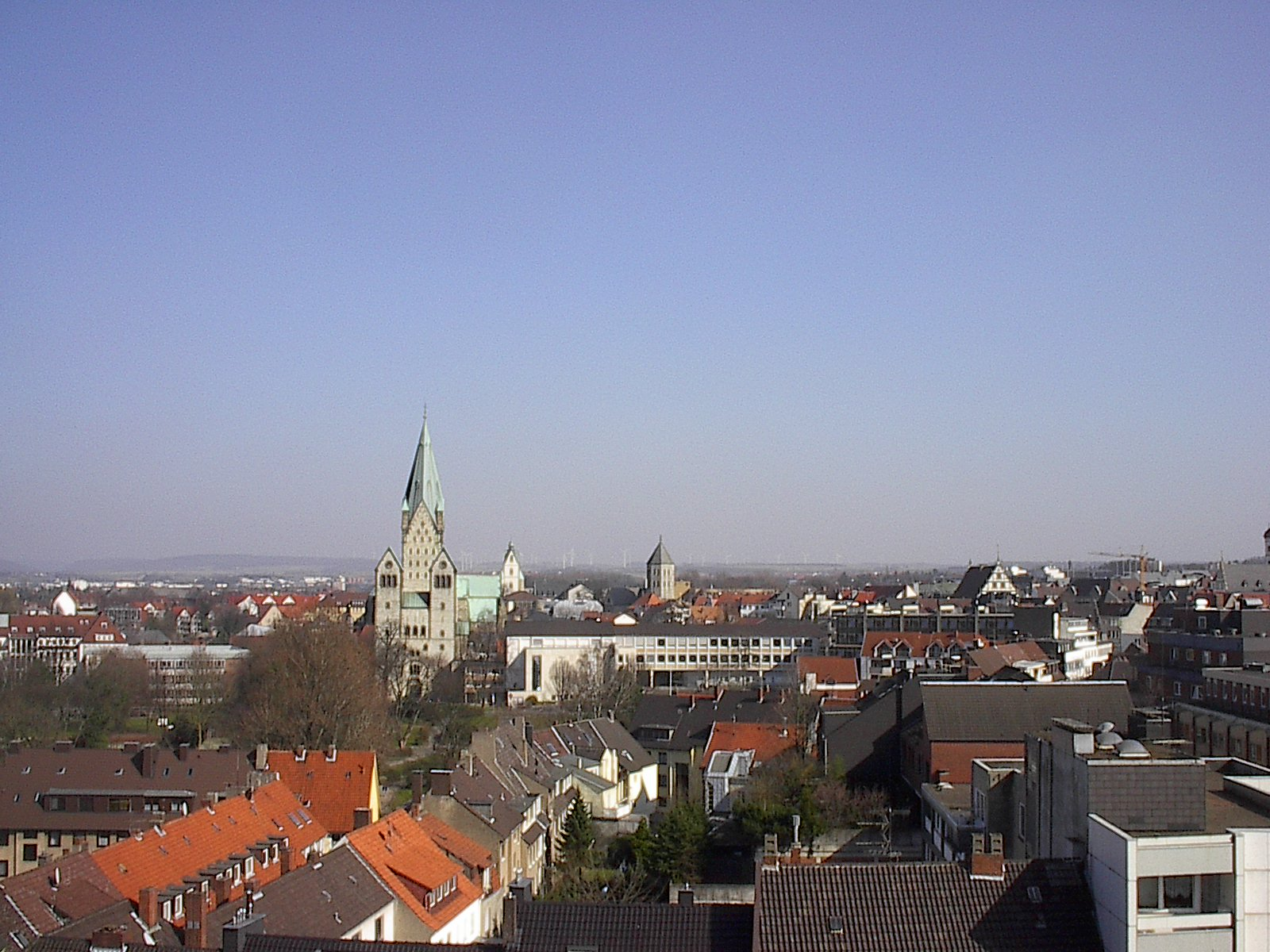
파더보른

파더보른(독일어: Paderborn)은 독일 중서부 노르트라인베스트팔렌주에 있는 도시이다. 인구 142,566(2009).
노르트라인베스트팔렌주 동부, 리페강의 짧은 지류인 파더강을 끼고 있다. 파더강은 4km의 짧은 강으로, 이 곳으로 많은 샘이 솟고 있어 파더보른이라는 지명이 생겼다. 립슈타트 동쪽 30km, 빌레펠트 남쪽 40km 지점에 위치한다.
795년, 샤를마뉴가 창설하였고, 806년 로마 가톨릭 교구가 설정되었다. 799년, 교황 레오 3세와 샤를마뉴가 이 곳에서 만났으며, 이 만남은 신성 로마 제국 건국에서 중요한 역할을 한 것으로 알려져 있다. 중세 시대에는 주교령이 형성되어 독자적인 영역을 구축하면서도 한자 동맹에 가입하여 번영하였다. 종교 개혁에도 이 곳은 가톨릭 세력이 비교적 잘 유지되었다. 주교령은 19세기 초까지 존속하다 프로이센 왕국에 병합되었다. 가톨릭 교구는 1930년 대교구로 승격하여 현재 독일 가톨릭의 중심지 중 한 곳이다. 대성당은 11세기 ~ 13세기에 건립되었으며, 베스트팔렌 양식의 독특한 건물로 유명하며, 프랑스 르망의 대주교였던 성 리보리우스가 안치되어 있다. 그 외에도 성당·수도원·시청사·신학교 등 유서깊은 건물들이 많다.

## 자매 도시
- 프랑스 르망 (1967년)
- 영국 볼턴 (1975년)
- 미국 벨리빌 (1990년)
- 스페인 팜플로나 (1992년)
- 폴란드 프셰미실 (1993년)
- 헝가리 데브레첸 (1994년)